# Кентавры Фуриетти
Кента́вры Фурие́тти — пара темномраморных кентавров раннего принципата, один — бородатый старик с мученическим выражением лица, второй — улыбающийся юнец, которые были обнаружены в 1736 году при раскопках виллы Адриана в Тиволи кардиналом Фуриетти и после долгих переговоров поступили в капитолийские собрания римских пап. Надписи на статуях называют их авторами Аристея и Папия из Афродизия в Карии.
Помимо кентавров Фуриетти, известна однотипная беломраморная статуя старого кентавра с дразнящим его Амуром на спине. Она была обнаружена в XVII веке при раскопках в Риме и хранилась в собрании Боргезе до 1807 года, когда последнее было приобретено Наполеоном для Лувра. Фигура Амура при реставрации была фактически выполнена заново. Парная к этому изваянию статуя юного кентавра была, по-видимому, утрачена.
- Старый кентавр Фуриетти
- Луврский кентавр
- Молодой кентавр Фуриетти